# Leuchtfeuer Liener Hörn
Das Leuchtfeuer Liener Hörn Am Liener Deich im niedersächsischen Elsfleth-Lienen, im Landkreis Wesermarsch, stammt aus dem 20. Jahrhundert.

Aktuell (2023) wird es als Leuchtfeuer nicht genutzt.
Das Bauwerk steht unter Denkmalschutz (siehe auch Liste der Baudenkmale in Elsfleth).

## Geschichte
Nach dem Bau der großen Richtfeueranlagen von 1896/98 an der Weser zwischen Bremen und Bremerhaven, mussten zur Sicherung der Schifffahrt einige Weserkrümmungen auch durch kleinere Leuchtbaken markiert werden.
Das neun Meter hohe Leuchtfeuer mit der Kennung Oc WRG 6 s wurde 1931 direkt hinter dem Deich am linken Unterweserufer errichtet. Die genietete vierfüßige  Stahlgitterbake hat als Abschluss eine runde Plattform, darauf das Leuchtfeuer mit einer Gürtellinse, 11 m über MThw (mittleres Tidehochwasser). Es bildete zusammen mit einem Unterfeuer im Außendeichgelände bis zur Sturmflut von 1962 eine Richtfeuerlinie. Danach wurde es ein Leit- und Quermarkenfeuer. Nach dem Bau des Huntesperrwerks wurde das Leuchtfeuer überflüssig und 1983 außer Betrieb gesetzt, wie fast alle dieser inzwischen überflüssigen Feuer. 1986 kam es in den Besitz des Bürgervereins Hammelwarden-Lienen, der die Konstruktion unterhält.
Das Landesdenkmalamt befand: „… geschichtliche Bedeutung … Zeugnis- und Schauwertes für die Technik- und Verkehrsgeschichte …“